# Haykakan banak
L'Esercito armeno (in armeno Հայկական բանակ?) è la più grande branca delle forze armate armene ed è composta dalle forze terrestri responsabili delle operazioni terrestri del paese. Venne istituito in congiunzione con le altre componenti delle forze armate armene il 28 gennaio 1992, alcuni mesi dopo che la repubblica ebbe dichiarato la sua indipendenza dall'Unione Sovietica. Primo capo dell'esercito fu l'ex vice comandante in capo dello Stato Maggiore principale delle forze terrestri sovietiche, Norat Ter-Grigoryants.
Dalla fine della prima guerra del Nagorno Karabakh, l'Armenia ordinò a molti elementi dell'esercito di contribuire a rafforzare la difesa e a difendere la non riconosciuta Repubblica dell'Artsakh da una possibile ripresa delle ostilità con il vicino Azerbaigian. Jane's World Armies riferì che sia i coscritti che gli ufficiali vengono regolarmente inviati dall'Armenia per servire l'Artsakh, spesso inviati al fronte tra l'Artsakh armeno e le forze azere.

## Storia

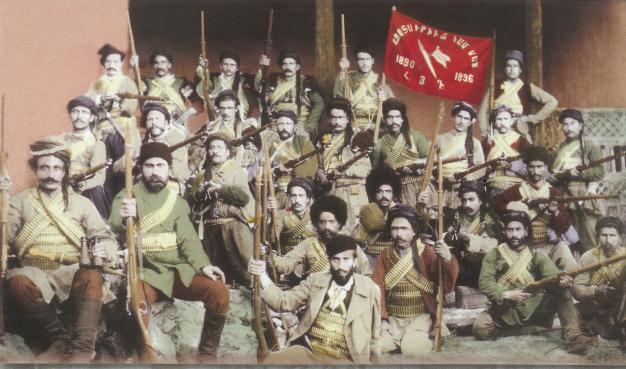
Un gruppo fedayi armeno che combatte sotto lo stendardo della Federazione Rivoluzionaria Armena, 1890 ca.

La storia dell'esercito armeno è descritta per aver attraversato tre fasi di sviluppo. Entrò nella prima fase nel febbraio 1988, a partire dall'inizio del conflitto del Nagorno-Karabakh, quando si formarono le milizie armene per combattere le unità azere nell'Artsakh. Il 20 settembre 1990 venne creata la prima unità militare, il Reggimento speciale di Erevan, con il primo giuramento tenuto nel punto di riunione repubblicano e alla presenza del primo presidente dell'Armenia Lewon Ter-Petrosyan, del primo ministro Vazgen Manukyan e di Vazgen Sargsyan. La seconda fase dello sviluppo dell'esercito iniziò nel 1992, diversi mesi dopo che l'Armenia ebbe dichiarato la sua indipendenza dall'Unione Sovietica. Ter-Grigoryants e i funzionari civili del Ministero della Difesa armeno, tra cui Vazgen Manukyan e Vazgen Sargsyan, cercarono di stabilire una "piccola, equilibrata, forza di difesa pronta al combattimento." La terza fase è iniziata dopo la fine della guerra e continua ancora oggi.
La maggior parte degli ufficiali dello stato maggiore dell'Esercito erano membri delle ex forze armate sovietiche. Si stima che circa 5.000 armeni servivano come ufficiali di alto livello nelle forze armate, al momento del crollo dell'Unione Sovietica. Quasi subito dopo la sua indipendenza, l'Armenia venne coinvolta nella guerra del Nagorno-Karabakh con il vicino Azerbaigian. Nell'intento di creare una forza di 30.000 uomini, la forza permanente dell'esercito aumentò a 50.000 uomini entro l'inizio del 1994. Durante la guerra, i militari rimasero in allerta e rafforzarono le difese nella regione di Zangezur, di fronte all'enclave azera di Naxçıvan. Il presunto bombardamento di artiglieria nel maggio 1992 dalla regione portò a scaramucce tra le due parti, inclusa l'incursione dell'esercito armeno in diversi villaggi di Naxçıvan.
Dal 1994, l'esercito ha assunto un ruolo attivo nel garantire la difesa della Repubblica dell'Artsakh, in congiunzione con l'Esercito di difesa dell'Artsakh.

## Schieramenti internazionali

Forze armene nel Nagorno Karabakh durante la prima guerra del Nagorno Karabakh.

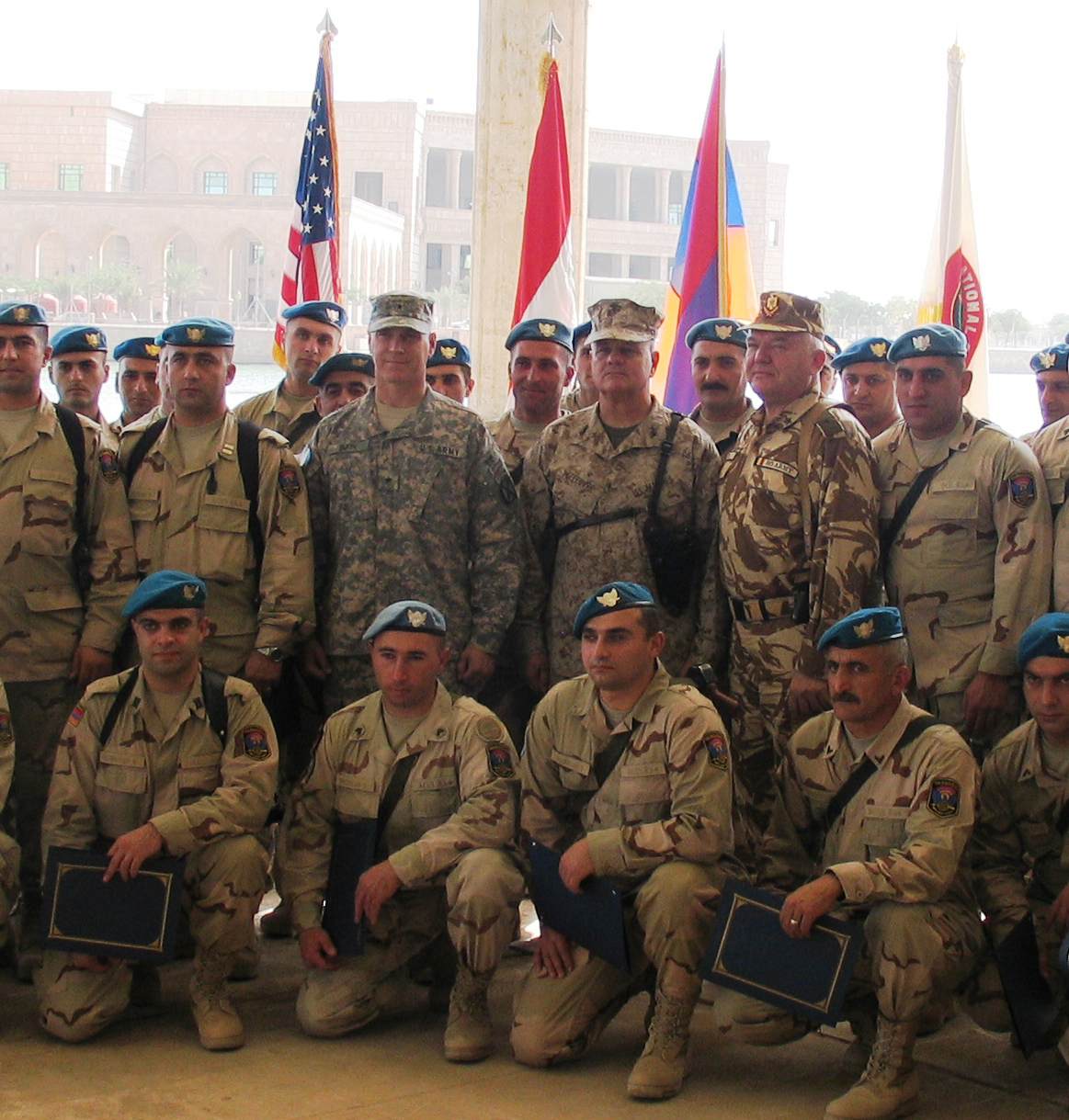
Soldati armeni in Iraq.

L'esercito armeno ha collaborato in diverse missioni internazionali con l'Occidente. Il 12 febbraio del 2004, l'Armenia schierò un'unità delle dimensioni di un plotone (tre squadre) nel Kosovo come parte del battaglione di peacekeeping greco. L'unità, nota come Forze di Peacekeeping dell'Armenia, ha sede a Camp "Regas Fereos" come parte della Multi-National Task Force East e ha il compito di mantenere i punti di controllo delle strade, garantire la sicurezza della base, ma funge anche da forza di reazione rapida e di controllo di tumulti e della folla. Nel 2008, l'unità della KFOR venne ampliata, aggiungendo un secondo plotone più la compagnia di stato maggiore (portando il contingente dell'Armenia a circa 85 soldati).
Nell'autunno del 2004, il governo armeno approvò l'invio di un contingente di 46 uomini dall'esercito costituito da genieri, ingegneri e medici sotto il comando polacco nell'ambito della Forza multinazionale in Iraq. Il 10 novembre del 2006, il tenente anziano Georgy Nalbandyan venne ferito in un'esplosione di una mina in Iraq, ma sopravvisse dopo essere stato trasportato per un intervento chirurgico in un ospedale di Landstuhl, in Germania, nei pressi della base aerea di Ramstein. Il 6 ottobre 2008, a causa del miglioramento delle condizioni di sicurezza, il turno di servizio del contingente si concluse.
Nel luglio 2009, il ministro della Difesa dell'Armenia, Seyran Ohanyan, annunciò che l'Armenia avrebbe inviato una forza per partecipare all'International Security Assistance Force (ISAF) nella guerra in Afghanistan entro la fine dell'anno. Egli non menzionò quanto sarebbe stata grande la forza, ma fece notare che probabilmente avrebbe dovuto includere esperti di munizioni ed ufficiali di comunicazione. Un portavoce del ministero affermò anche che la forza avrebbe dovuto includere pure medici specialisti e traduttori. Ohanyan aggiunse che anche gli ufficiali armeni che servirono nelle forze armate sovietiche durante la guerra sovietica in Afghanistan avevano espresso il desiderio di tornarci, come membri della nuova forza. Nel novembre 2009, un ufficiale della NATO affermò che un contingente armeno che annoverava 30 soldati si sarebbe unito all'ISAF nei primi mesi del 2010. Quel numero venne modificato a 40 all'inizio di dicembre, quando il parlamento armeno votò a stragrande maggioranza l'approvazione dello schieramento del contingente. I militari arrivarono in Afghanistan nel febbraio 2010, in cui, sotto il comando tedesco, ebbero il compito di difendere l'aeroporto regionale di Kunduz. Ci sono attualmente 126 soldati in Afghanistan.
In concomitanza con i suoi alleati strategici, l'Armenia ha inviato oltre 1.500 agenti per essere addestrati in Grecia e Russia. Il Ministero della Difesa armeno istituì nel 2004 anche una partnership con la Guardia Nazionale del Kansas, al fine di scambiare conoscenze e facilitare la cooperazione in materia di sicurezza nazionale e di affari civili. Ha anche firmato un piano di cooperazione militare con il Libano il 27 novembre 2015.

## Organizzazione

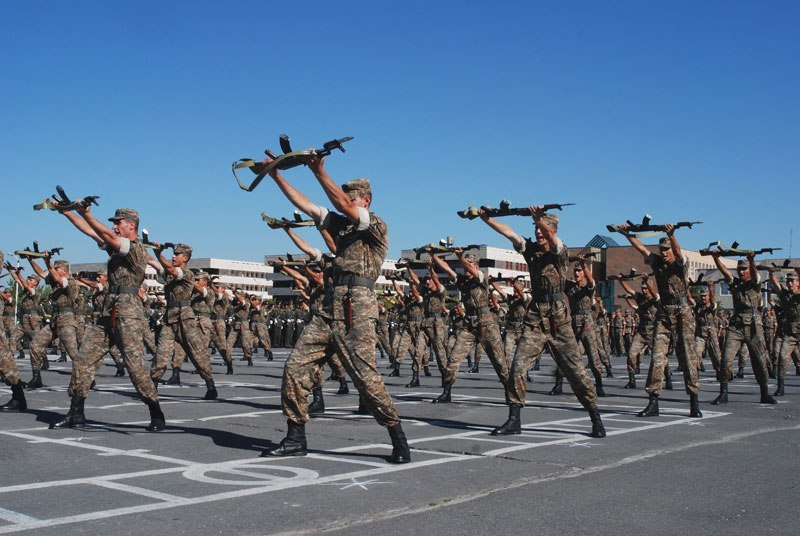
Addestramento di soldati armeni presso l'Istituto militare Vazgen Sargsyan.

### Stato maggiore aggiornato a gennaio 2019
- Colonnello-generale David Tonoyan – ministro della Difesa
- Colonnello-generale Artak Davtyan – Capo di stato maggiore delle Forze armate dell'Armenia

### Accademie
- Accademia militare Monte Melkonian
- Accademia militare Vazgen Sargsyan

### Forze in campo

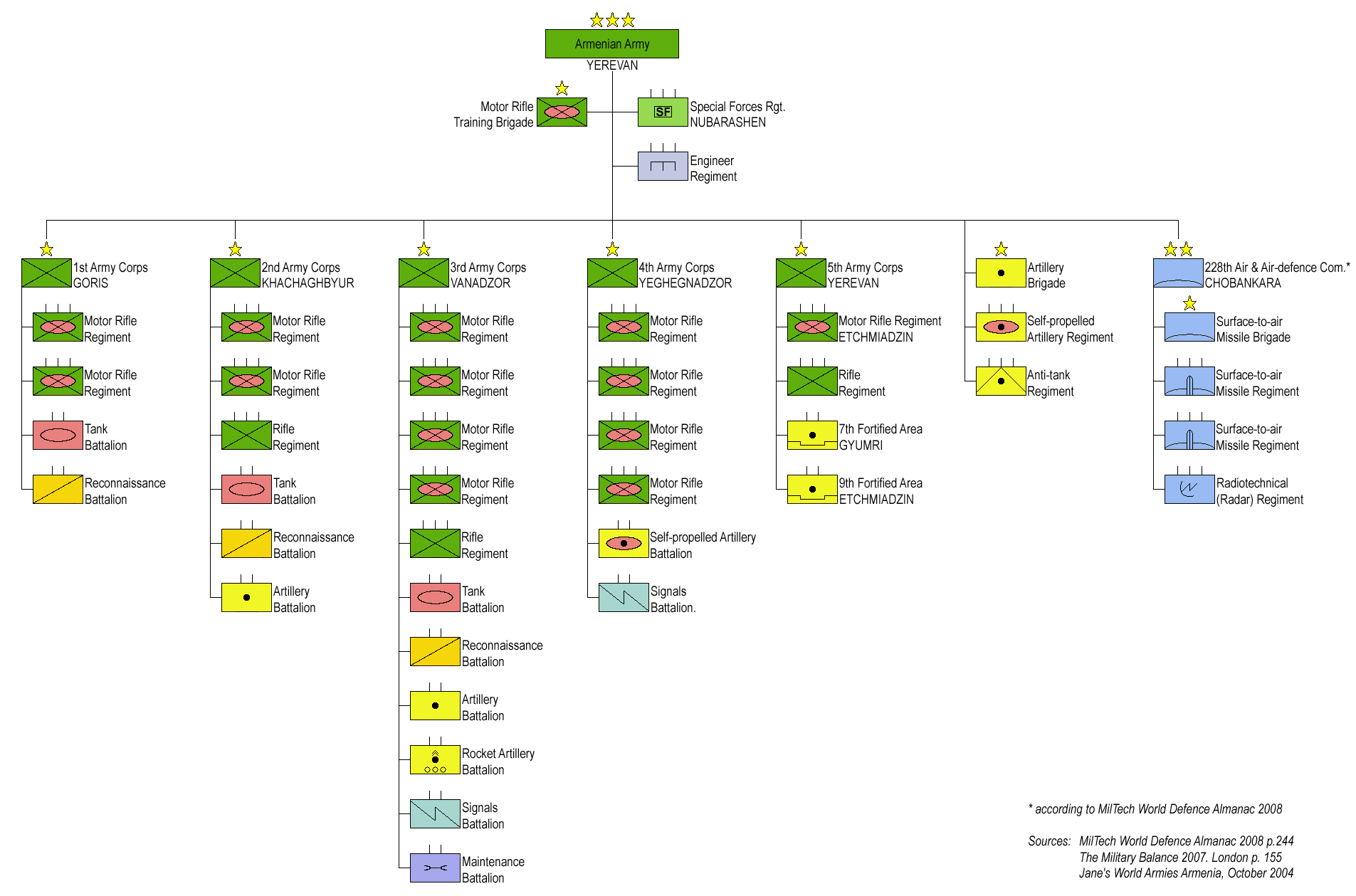
Ordine di battaglia dell'Esercito armeno.

- 1º Corpo d'armata (QG Goris):[4] un battaglione corazzato indipendente, un battaglione da ricognizione indipendente, due reggimenti motorizzati.[19]
- 2º Corpo d'armata (QG Khachaghbyur): un battaglione corazzato indipendente, un battaglione da ricognizione indipendente, un reggimento di fucilieri indipendente, due reggimenti motorizzati indipendenti, un battaglione di artiglieria indipendente.
- 3º Corpo d'armata (QG Vanadzor): un reggimento di fucilieri indipendente, un battaglione d'artiglieria indipendente, un battaglione corazzato indipendente, un battaglione di ricognizione indipendente, un battaglione di artiglieria lanciarazzi indipendente, quattro reggimenti motorizzati indipendenti, un battaglione di furieri, un battaglione di segnali.
- 4º Corpo d'armata (QG Yeghegnadzor): quattro reggimenti motorizzati indipendenti, un battaglione d'artiglieria semovente indipendente, un battaglione di segnali.
- 5º Corpo d'armata (QG Nubarashen in Erevan): due regioni fortificate, un reggimento motorizzato indipendente, un reggimento di fucilieri indipendente.

### Truppe d'Armata
L'esercito ha anche le seguenti truppe d'armata:
- 228º Comando Aviazione & Difesa Aerea (Jane's World Armies menziona l'Aviazione dell'esercito e la Difesa Aerea a Chobankara)[21]
  - Brigata missili terra-aria
  - Reggimento missili terra-aria
  - Reggimento missili terra-aria
  - Reggimento radio-tecnico
- Una brigata motorizzata d'addestramento
- Un reggimento forze speciali (Jane's World Armies menziona un reggimento a Nubarashen)
- Una brigata d'artiglieria
- Un reggimento semovente d'artiglieria
- Un reggimento anticarro
- Un reggimento del Genio con centro di sminamento

### Programma Cappellania
Il programma di cappellania dell'esercito della Chiesa armena è composto da oltre 50 sacerdoti che fungono da cappellani militari delle forze armate dell'Armenia. Organizzano vari programmi religiosi in campo militare, tra cui conferenze e preghiere È finanziato e sponsorizzato congiuntamente dal Ministero della Difesa dell'Armenia e dalla Chiesa ortodossa armena (la chiesa nazionale dell'Armenia). Tutti i cappellani dell'esercito sono ufficiali incaricati delle forze armate che detengono un grado militare. Venne istituito nel 1997 sulla base di un'iniziativa congiunta del Catholicos Karekin I e del ministro della Difesa Vazgen Sargsyan. Dal 2011, la compagnia del clero ha preso parte alla quinquennale Parata del Giorno dell'Indipendenza armena in Piazza della Repubblica ad Erevan.

## Forze speciali

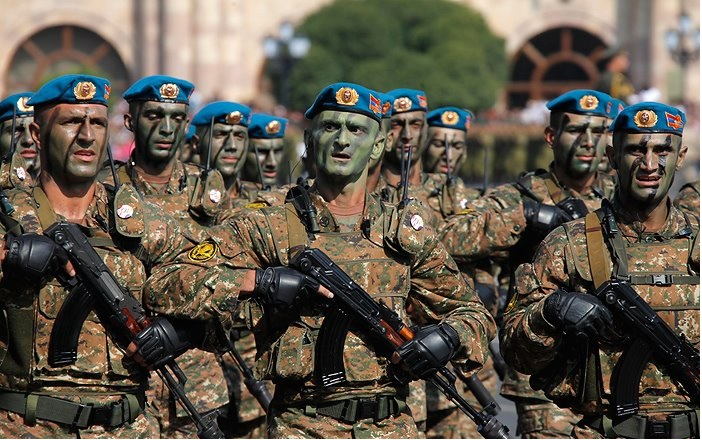
Reggimento di soldati paracadutisti durante la parata del 2011.

Le forze speciali delle forze armate armene dispongono di un reggimento di forze speciali standard dell'esercito (ora ingrandito a brigata) e 3 battaglioni di ricognizione. (Escluse le forze speciali dell'Esercito di difesa del Nagorno-Karabakh e le forze della Difesa Nazionale, entrambe le quali sono fortemente integrate nelle forze armate armene.) La storia operativa che circonda tutti i gruppi di cui sopra non è nota, le operazioni che sono conosciute e che sono al di fuori delle funzioni standard come la raccolta d'informazioni comprendono:
- Numero sconosciuto d'incursioni transfrontaliere[24]
- La messa in sicurezza dei resti del pilota armeno e delle parti dell'elicottero dopo l'abbattimento di un elicottero del Nagorno-Karabakh[25]

Le forze speciali di entrambe le repubbliche permettono veicoli ad attacco rapido per condurre alcune operazioni ed esercitazioni. Il Giorno delle forze speciali si celebra il 5 novembre.

## March
Il nostro nome è esercito armeno (in armeno: Մեր անունն է հայկական բանակ, romanizzato: tr, let. Mer anunn e haykakan banakak) è una marcia militare armena che funge da inno dell'esercito. La canzone fa parte del repertorio tradizionale della Banda dello stato maggiore delle forze armate. La marcia è composta dai seguenti versi:
| La nuova pietra viene posizionata sulla vecchia pietra. E il nome è il nostro costruttore armeno, La nuova primavera porta semina e abbassamento. Il nostro nome è festa dei coltivatori armeni, Il bambino dovrebbe conoscere la sua scrittura e la sua lettera, Vivere il pensiero armeno per sempre. La nuova pietra viene posizionata sulla vecchia pietra. E il nome è il nostro costruttore armeno, La nuova primavera porta semina e abbassamento. Il nostro nome è festa dei coltivatori armeni, Il bambino dovrebbe conoscere la sua scrittura e la sua lettera, Vivere il pensiero armeno per sempre. I nostri cuori sono sempre forti, infuocati, Le nostre spade sono sempre forti, affilate, E fate sapere a tutti Il nostro nome è esercito armeno. L'arca della nostra millenaria storia armena Ci ha portato in tutto il mondo, La nostra cara culla ci richiama: Sempre fedele al suo desiderio, Questo nuovo secolo sarà nostro: In un modo illuminato. I nostri cuori sono sempre forti, infuocati, Le nostre spade sono sempre forti, affilate, E fate sapere a tutti Il nostro nome è esercito armeno. Le nostre terre armene ancestrali Terremo notte e giorno, Lasciate che tutte le madri armene dormano pacificamente, Monitoreremo la loro pace. La terra di padre Hayk ci è stata consegnata La tramanderemo ai nostri figli. I nostri cuori sono sempre forti, infuocati, Le nostre spade sono sempre forti, affilate, E fate sapere a tutti Il nostro nome è esercito armeno. Il sigillo della nostra millenaria storia armena Lo portiamo per sempre Possa il cielo armeno essere sempre pacifico E le montagne sono infuocate Anche se è richiesto, daremo la nostra vita Per la gloria della nostra patria. I nostri cuori sono sempre forti, infuocati, Le nostre spade sono sempre forti, affilate, E fate sapere a tutti Il nostro nome è esercito armeno. |